# حاجی تقی
حاج تقی یک روستا در ایران است که در شهرستان فاروج واقع شده‌است. حاجی تقی ۸۸۲ نفر جمعیت دارد.